# Francisco Villa, Socoltenango
Francisco Villa är en ort i Mexiko.   Den ligger i kommunen Socoltenango och delstaten Chiapas, i den sydöstra delen av landet, 800 km sydost om huvudstaden Mexico City. Francisco Villa ligger 607 meter över havet och antalet invånare är 387.
Terrängen runt Francisco Villa är kuperad norrut, men söderut är den platt. Runt Francisco Villa är det ganska glesbefolkat, med 35 invånare per kvadratkilometer. Närmaste större samhälle är Socoltenango, 4,9 km nordost om Francisco Villa. Omgivningarna runt Francisco Villa är en mosaik av jordbruksmark och naturlig växtlighet.